# Věra Capponi
Věra Capponi (23. září 1946 Brno – 8. června 1998 Brno) byla poradenská psycholožka. Po roce 1990 krátce externě vyučovala na katedře psychologie Masarykovy univerzity.

## Biografie
V letech 1965–1970 vystudovala psychologii na Filosofické fakultě Univerzity Jana Evangelisty Purkyně v Brně a v r. 1976 získala tamtéž titul PhDr. První vědecký článek uveřejnila společně se svým učitelem Hugem Širokým v Československé psychologii ještě jako studentka. Zabýval se sebevraždami mladistvých. Ještě za studií přednášela coby asistent na Pedagogické fakultě Univerzity Palackého v Olomouci. Poté působila jako klinická psycholožka v Psychiatrické léčebně v Kroměříži a později v nemocnici Znojmo.
Po návratu do Brna působila od roku 1973 v Manželské a předmanželské poradně. V té době se tímto oborem na hlavní pracovní poměr zabývali v Československu čtyři psychologové. Manželskému a předmanželskému rodinnému poradenství a náhradní rodinné péči se věnovala po celý zbytek života. Byla také soudní znalkyní v oboru psychologie.
V roce 1979 jí bylo nabídnuto vedení Krajské manželské a předmanželské poradny v Brně, podmínkou však byl vstup do KSČ. To odmítla, díky tolerantnímu vedení tehdejšího odboru sociálních věcí Krajského národního výboru však jí byla poradna přesto svěřena. Její pracovní zařazení znělo prozatímní, dočasně pověřená vedoucí. Toto „prozatímní“ pověření bylo změněno na trvalé až o 10 let později. Vstup do SČSP podmiňovala tím, že na schůzích bude hovořit výhradně rusky a nabídka se již neopakovala. Byla velmi schopná i v neoblíbených administrativních úkonech.
Pod hlavičkou Metodické materiály pro potřeby manželských poraden Jihomoravského kraje vydala desítky překladů zahraniční, ideově oficiálně nepřijatelné literatury z psychologie a sociologie. Texty překládali pod jmény tzv. „pokrývačů“ vesměs psychologové „na indexu“. Cyklostylový samizdat platil Jihomoravský krajský národní výbor. Odpovědným pracovníkům namluvila, že povinnost vydávat tyto materiály ukládá krajským poradnám ministerstvo. Podílela se také na organizaci několika koncertů tehdy zakázaného zpěváka Jaromíra Nohavici. Ten mj. koncertoval i pro pěstouny a jim svěřené děti z Jihomoravského kraje.
Po roce 1989 se stala zakládající členkou Asociace manželských a rodinných poradců, v níž zastávala funkci viceprezidentky.
Od roku 1990 vedla Manželskou a rodinnou poradnu v Brně .

## Dílo
Podílela se na vzniku Velkého sociologického slovníku.

### Odborné texty pro práci psychologů
- Příručka k nácviku asertivity. Psychodiagnostické a didaktické testy, Bratislava 1989, spoluautor s Tomášem Novákem (vydáno opakovaně)
- Programované diskusní skupiny. Psychodiagnostické a didaktické testy, Bratislava 1990, spoluautor s Tomášem Novákem a Miloslavem Kotkem (vydáno opakovaně)
- Diagnostické metody k posuzování kompatibility manželské dyády.In: Diagnostika a terapie v oblasti manželského popradenství. Praha, MPSV ČR 1979

### Knižní populárně vědecké publikace (výběr)
- Co by i moje dcera měla vědět o manželství. Praha Motto 1996, ISBN 80-85872-39-0
- Sexuologický slovník. Praha, Grada 1994, ISBN 80-7169-115-1 spolu s Růženou Hajnovou a Tomášem Novákem
- Sám sobě dospělým, dítětem i rodičem, Praha, Grada 1993, ISBN 80-7169-017-1, spoluautor s Tomášem Novákem, kniha přeložena do ruštiny a bulharštiny
- Sám sobě mluvčím, Praha, Grada 1994, ISBN 80-7169-064-3, spoluautor s Tomášem Novákem, přeloženo do ruštiny a bulharštiny
- Sám sobě manželským poradcem.Praha, Grada 1995, ISBN 80-7169-163-1, spolu s Tomášem Novákem
- Asertivně do života, Praha, Grada 2012 (3.vydání), ISBN 978-80-247-3869-7, spoluautor s Tomášem Novákem, přeloženo do ruštiny a bulharštiny
- Sám sobě psychologem, Praha, Grada 2013 (4.vydání), ISBN 80-247-0606-7, spoluautor s Tomášem Novákem, přeloženo do ruštiny a bulharštiny

### Časopisecké odborné články (výběr)
- Příspěvek k diagnostice kvality manželského soužití. Čs. psychiatrie, 74, 1978, 200–205
- Využití skupinové psychoterapie v manželském poradenství. Čs. psychiatrie, 73, 1977, 85–89 (spolu s Evou Gbelcovou)
- Skupinvá práce s lidmi bez partnerských závazků. Čs psychologie, 1983, 2, 152–155 (spolu s Tomášem Novákem)
- Co brání psychologii v cestě do života. Čs. psychologie, 1985, 460–461 (spolu s Tomášem Novákem)
- Kursy duševní hygieny a relaxačních technik pro vysokoškoláky. Psychológia a patopsychológia dieťaťa, 1984, 5, 437–462 (spolu s Tomášem Novákem)
- Sociálně psychologické služby občanům bez partnerských závazků. Čs. psychologie, 1985, 3, 251–255 (spolu s Evou Mádrovou a Tomášem Novákem)